# Project UFO
Project UFO è una serie televisiva trasmessa dalla NBC negli Stati Uniti nel 1978 e 1979.
Ispirata molto marginalmente al Project Blue Book, venne ideata da Jack Webb (produttore del dramma radiofonico Dragnet).
I protagonisti sono due investigatori, il maggiore Jake Gatlin (William Jordan) e il sergente Harry Fitz (Caskey Swaim) della United States Air Force che indagano su presunti avvistamenti di UFO. Nella seconda stagione, Jordan venne sostituito da Edward Winter, che interpretò il capitano Ben Ryan.

## Episodi
| Stagione         | Episodi | Prima TV USA | Prima TV Italia |
| ---------------- | ------- | ------------ | --------------- |
| Prima stagione   | 13      | 1978         |                 |
| Seconda stagione | 13      | 1978-79      |                 |